# Ксегжа
Ксегжа (Чёрная) — река в Рязанской области России, правый приток Унжи. Длина реки составляет 37 км, площадь водосборного бассейна — 316 км².

## Данные водного реестра
По данным государственного водного реестра России относится к Окскому бассейновому округу, водохозяйственный участок реки — Ока от впадения реки Мокша до впадения реки Тёша, речной подбассейн реки — бассейны притоков Оки от Мокши до впадения в Волгу. Речной бассейн реки — Ока.
Код объекта в государственном водном реестре — 09010300112110000030145.

### Притоки (км от устья)
- 19 км: река Раменка (лв)